# Resnik, Zreče
Resnik este o localitate din comuna Zreče, Slovenia, cu o populație de 130 de locuitori.